# Out of the Blue (Blue Mitchell)
Out of the Blue è il secondo album di Blue Mitchell, pubblicato dalla Riverside Records nel 1959. Il disco fu registrato il 5 gennaio 1959 al Reeves Sound Studios di New York City, New York (Stati Uniti).

## Tracce
Lato A
1. Blues on My Mind – 9:05 (Benny Golson)
2. It Could Happen to You – 5:52 (Johnny Burke, Jimmy Van Heusen)
3. Boomerang – 5:01 (Clark Terry)

Lato B
1. Sweet-Cakes – 6:14 (Blue Mitchell)
2. Missing You – 5:40 (Ronnell Bright)
3. When the Saints Go Marching In – 7:00 (Brano tradizionale)

Edizione CD del 1991, pubblicato dalla Original Jazz Classics Records
1. Blues on My Mind – 9:05 (Benny Golson)
2. It Could Happen to You – 5:52 (Johnny Burke, Jimmy Van Heusen)
3. Boomerang – 5:01 (Clark Terry)
4. Sweet-Cakes – 6:09 (Blue Mitchell)
5. Missing You – 5:40 (Ronnell Bright)
6. When the Saints Go Marching In – 7:00 (Brano tradizionale)
7. Studio B – 7:18 (Paul Chambers) – Bonus Track

## Musicisti
- Blue Mitchell - tromba
- Benny Golson - sassofono tenore
- Wynton Kelly - pianoforte (tranne: Studio B)
- Cedar Walton - pianoforte (solo su: Studio B)
- Sam Jones - contrabbasso (brani: Blues on My Mind, Boomerang e Sweet-Cakes)
- Paul Chambers - contrabbasso (brani: It Could Happen to You, Missing You, When the Saints Go Marching In e Studio B)
- Art Blakey - batteria